# 扁鮃
扁鮃為輻鰭魚綱鰈形目鰈亞目鮃科的其中一種，為熱帶海水魚，分布於中西大西洋巴哈馬群島至南美洲北部海域，棲息深度可達45公尺，體長可達25公分，棲息在軟底質底層水域，生活習性不明，可做為食用魚。

## 扩展阅读
維基物種上的相關：扁鮃